# Community Shield 2015
Navigation
2014 2016
Le Community Shield 2015 est la 93e édition de la Supercoupe d'Angleterre de football, épreuve qui oppose le champion d'Angleterre au vainqueur de la Coupe d'Angleterre. Disputée le 2 août 2015 au Wembley Stadium de Londres, la rencontre oppose Chelsea, vainqueur du Championnat d'Angleterre, à Arsenal, vainqueur de la Coupe d'Angleterre.
Arsenal remporte son quatorzième titre dans cette compétition sur le score de 1 à 0. Ce match est aussi marqué par la première victoire d'Arsène Wenger contre José Mourinho en quatorze confrontations.

## Feuille de match
| Community Shield 2015              | Arsenal                | 1 - 0   | Chelsea | Wembley Stadium, Londres                        |                                                 |
| Dimanche 2 août 2015 15:00 (UTC+2) | Oxlade-Chamberlain 24e | (1 - 0) |         | Spectateurs : 85 437 Arbitrage : Anthony Taylor | Spectateurs : 85 437 Arbitrage : Anthony Taylor |
| Dimanche 2 août 2015 15:00 (UTC+2) | Rapport                |         |         | Spectateurs : 85 437 Arbitrage : Anthony Taylor | Spectateurs : 85 437 Arbitrage : Anthony Taylor |

| Arsenal | Chelsea |

| Gardien de but | 33 | Petr Čech               |     |     |
| ArD            | 24 | Héctor Bellerín         |     |     |
| DC             | 4  | Per Mertesacker (c)     |     |     |
| DC             | 6  | Laurent Koscielny       |     |     |
| ArG            | 18 | Nacho Monreal           |     |     |
| MDC            | 34 | Francis Coquelin        | 67e |     |
| MC             | 19 | Santi Cazorla           |     |     |
| MC             | 16 | Aaron Ramsey            |     |     |
| AG             | 11 | Mesut Özil              |     | 77e |
| AD             | 15 | Alex Oxlade-Chamberlain |     | 82e |
| A              | 14 | Theo Walcott            |     | 66e |
| Remplaçants :  |    |                         |     |     |
| Gardien de but | 26 | Damián Martínez         |     |     |
| D              | 2  | Mathieu Debuchy         |     |     |
| D              | 3  | Kieran Gibbs            |     | 82e |
| D              | 5  | Gabriel                 |     |     |
| M              | 8  | Mikel Arteta            |     | 77e |
| A              | 12 | Olivier Giroud          |     | 66e |
| A              | 45 | Alex Iwobi              |     |     |
| Entraîneur :   |    |                         |     |     |
| Arsène Wenger  |    |                         |     |     |

| Gardien de but | 13 | Thibaut Courtois   |     |     |
| ArD            | 2  | Branislav Ivanović |     |     |
| DC             | 24 | Gary Cahill        |     |     |
| DC             | 26 | John Terry (c)     |     | 82e |
| ArG            | 28 | César Azpilicueta  | 65e | 69e |
| MC             | 21 | Nemanja Matić      |     |     |
| MC             | 4  | Cesc Fàbregas      |     |     |
| A              | 7  | Ramires            |     | 54e |
| A              | 22 | Willian            |     |     |
| A              | 10 | Eden Hazard        |     |     |
| A              | 18 | Loïc Rémy          |     | 46e |
| Remplaçants :  |    |                    |     |     |
| Gardien de but | 1  | Asmir Begović      |     |     |
| D              | 5  | Kurt Zouma         |     | 69e |
| M              | 8  | Oscar              |     | 54e |
| M              | 11 | Juan Cuadrado      |     |     |
| M              | 12 | John Obi Mikel     |     |     |
| M              | 20 | Victor Moses       |     | 82e |
| A              | 9  | Radamel Falcao     |     | 46e |
| Entraîneur :   |    |                    |     |     |
| José Mourinho  |    |                    |     |     |

| - Arbitres assistants - Gary Beswick - John Brooks - Quatrième arbitre : Roger East |